# Elektrizitätswerk des Kantons Schaffhausen
Das Elektrizitätswerk des Kantons Schaffhausen (EKS) mit Sitz in Schaffhausen ist ein Schweizer Energieversorgungsunternehmen, das rund 110'000 Menschen im Kanton Schaffhausen und den angrenzenden deutschen Gebieten mit Strom versorgt.

## Geschichte
1908 genehmigten die Stimmbürger des Kantons Schaffhausen die Gründung eines Elektrizitätswerks, eines Energieversorgungsunternehmens, das Strom bis in die hintersten Winkel des Kantons bringen sollte. Die Kommunen Schaffhausen und Hallau verfügten bereits über eigene Werke. Wie überall in der Region, wurden die ersten Elektrizitätswerke von Privaten und Gemeinden gebaut. Vorrangige Aufgabe des EKS war es, schnell ein Verteilernetz zu errichten. Dies geschah erst durch oberirdisch verlegte Stromleitungen. Die Stromversorgung erfolgte durch Wasserkraftwerke. Eigene Kraftwerksbauten wurden in Erwägung gezogen. Doch 1914 gründete Schaffhausen mit andern Kantonen die Nordostschweizerischen Kraftwerke (NOK), die Strom produzierten. Seitdem ist das EKS ein reines Verteilerwerk. In den 1950er-Jahren wuchs der Strombedarf rasant. Neue Siedlungsgebiete erforderten neue Leitungen, erhöhte Spannung und auch zusätzliche Unterwerke. Gleichzeitig erfolgte eine landschaftliche Optimierung durch die Verlegung von Stromleitungen unter Tag.
Das EKS ist seit 2000 eine Aktiengesellschaft mit Beteiligungen des Kantons Schaffhausen zu 75 % und der EKT Holding AG zu 15 %.

## Anlagen in Deutschland

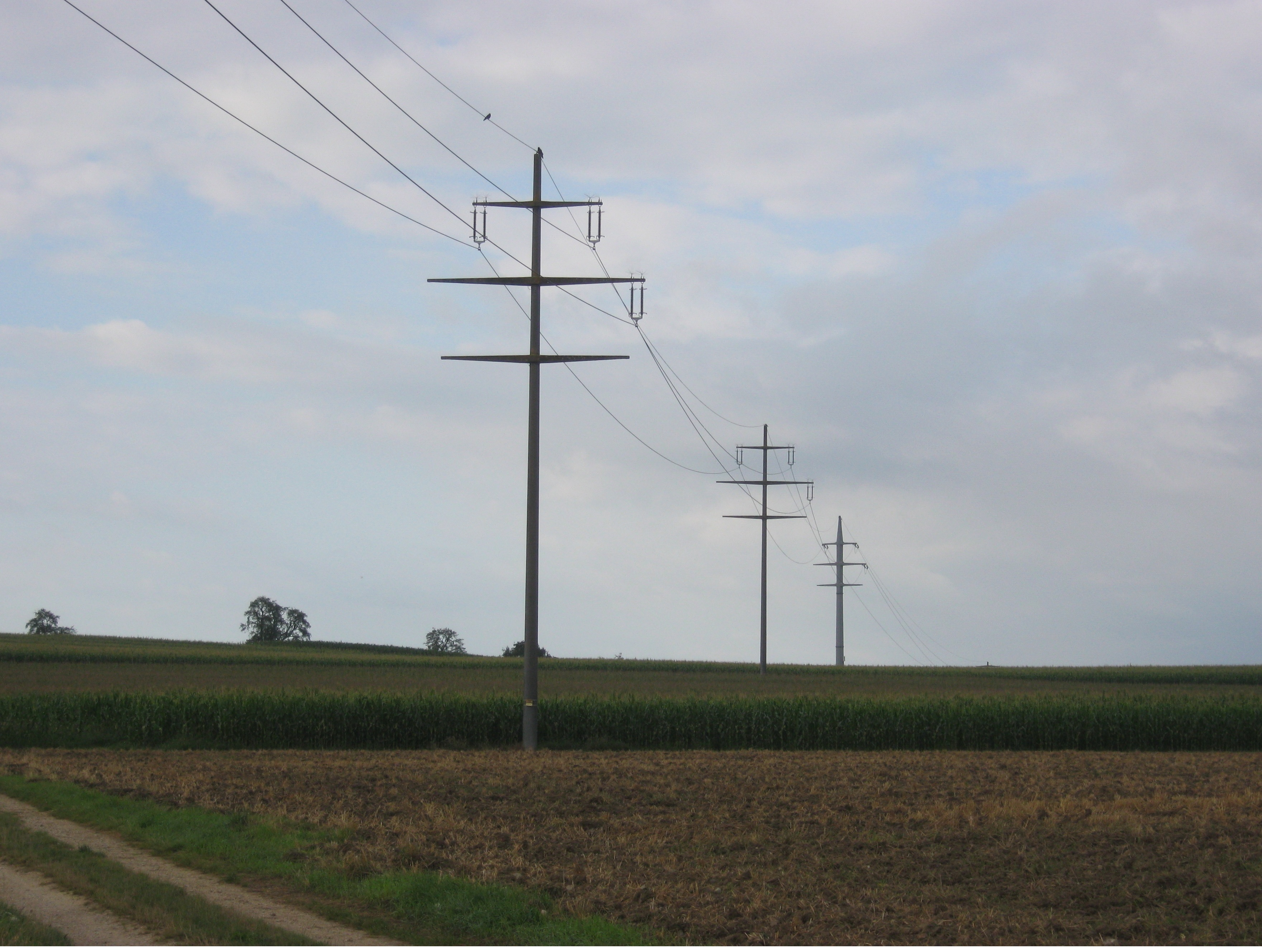
Leitung der EKS nördlich von Bietingen

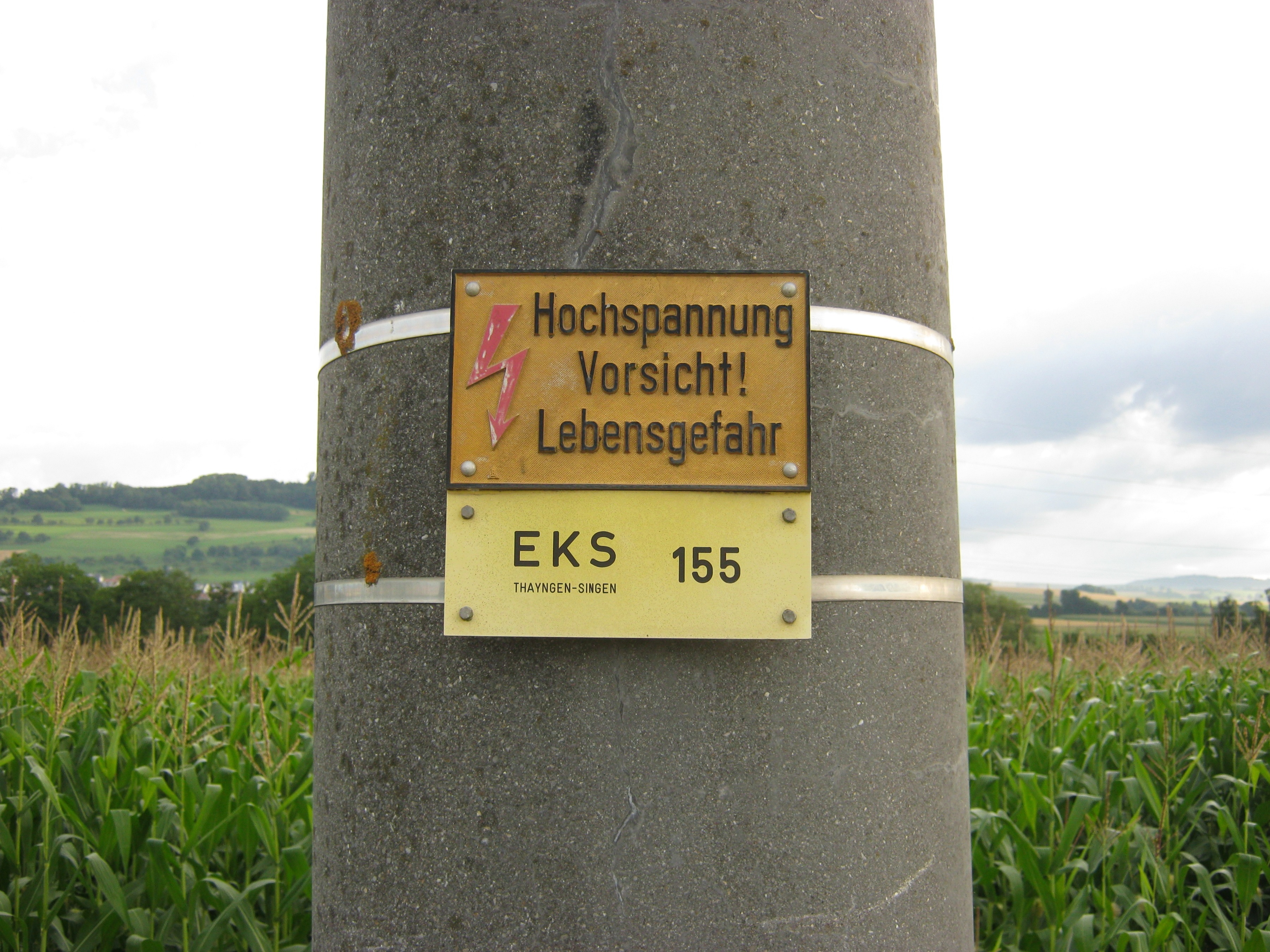
Mastschild an einem Mast der EKS nördlich von Bietingen

Die EKS betreibt auch eine Leitung in Deutschland: Von Thayngen über das Umspannwerk Singen (Deutschland) zum Unterwerk Schlattingen (Schweiz). Weiterhin sind die EKS Netzbetreiber auf der gesamten Höri mit den Gemeinden Öhningen, Gaienhofen und Moos.

## Produkte
Gefördert werden Anlagen, die fossile Energien substituieren und dadurch CO2-Emissionen vermeiden. Besondere Berücksichtigung bei der Produktions- und Beschaffungsstrategie der EKS AG finden die neuen erneuerbaren Energien. Unter neuen erneuerbaren Energien versteht die EKS Geothermie, Biogas, Biomasse, Wind, Photovoltaik und Kleinwasserkraftwerke. Im Jahr 2008 lancierte EKS die Naturstrombörse. Es handelt sich dabei um eine Online-Plattform für Naturstrom aus der Region. Diese Idee wurde zwischenzeitlich von den Kantonen Thurgau, St. Gallen und Appenzell übernommen.

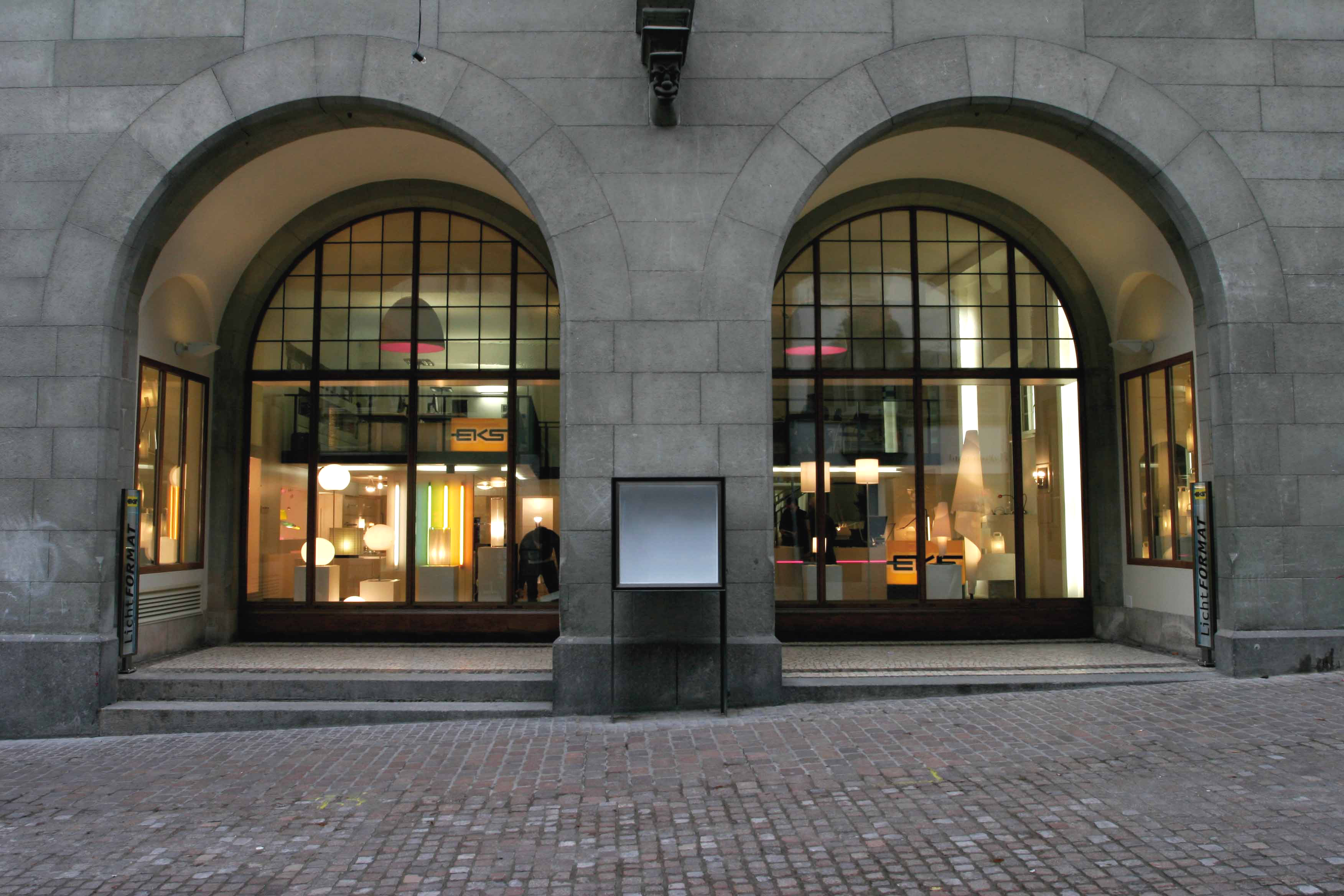
Eine der Beratungsstellen des EKS

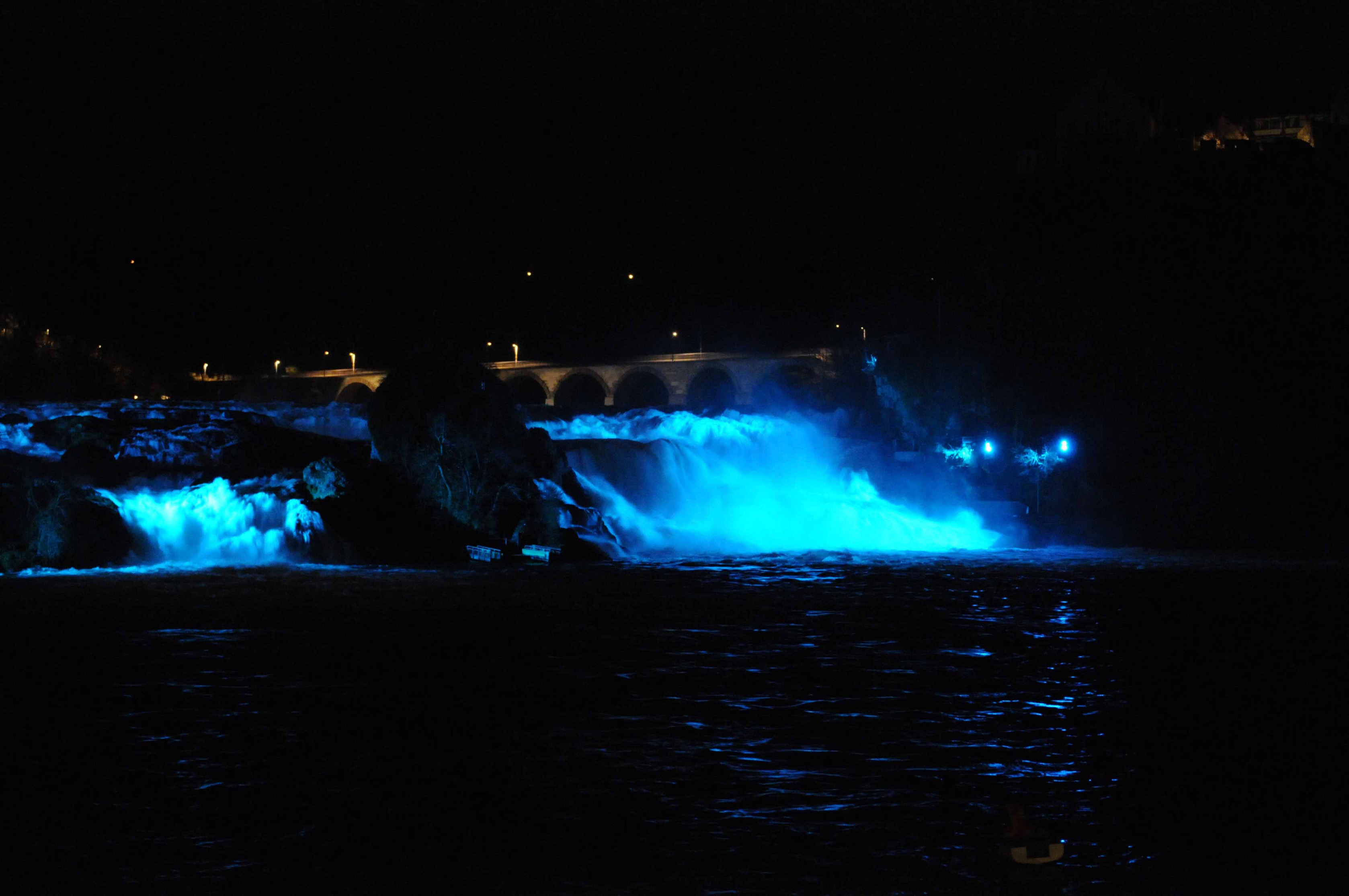
Die Nachtbeleuchtung des Rheinfalls des EKS

Eine Besonderheit des EKS ist die Belieferung von Strom in angrenzende deutsche Gebiete. Die im Jahr 2007 von der EKS als Lichtkompetenzzentrum geführte Abteilung Licht'FORMAT' bietet neben einem Designleuchten-Fachgeschäft auch Heimberatung für Private.